# Charles Dadant

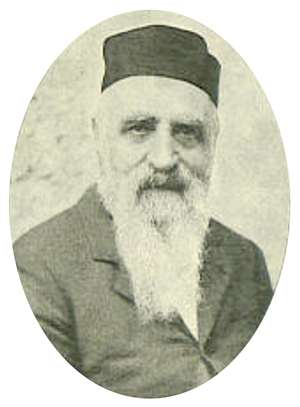
Charles Dadant

Charles Dadant (ur. 20 maja 1817 w Vaux-sous-Aubigny, Szampania, zm. 26 lipca 1902 w Hamilton) – pszczelarz amerykański pochodzenia francuskiego.
Skonstruował ul zwany „ulem Dadanta”. Przez długi czas należał do największych producentów węzy na świecie. Jego syn, Charles P. Dadant, założył w roku 1912 amerykańskie czasopismo pszczelarskie „American Bee Journal”.
W Polsce ul Dadant (Dadan) oznacza ul stojak lub leżak oparty o ramkę szeroko niską o wymiarach 435x300mm (ramka gniazdowa). Ramka nadstawkowa ma zaś wymiar 435x145mm (dzięki temu dwie nadstawki dają pełny korpus). W Europie zachodniej spotykany jest również wymiar nadstawki 435x160mm (powierzchnia 2 plastrów nadstawki jest w sumie taka sama jak plastra ramki gniazdowej).
Wielu pszczelarzy zauważa, że dzięki większej powierzchni plastra ul stwarza korzystniejsze warunki dla rodziny pszczelej niż konkurencyjny ul wielkopolski (360x260mm) przy tej samej liczbie ramek.